# 조나 힐
조나 힐(Jonah Hill, 1983년 12월 20일 ~ )은 미국의 배우, 영화 감독, 영화 각본가이다.

## 작품 목록

### 감독
- 미드 90 (2018)
- 스터츠 - 마음을 다스리는 마스터 (2022)
- 아웃컴 (미정)

### 배우
- 아이 하트 헉커비스 (2004)
- 40살까지 못해본 남자 (2005)
- 클릭 (2006)
- 억셉티드 (2006)
- 사고친 후에 (2007)
- 에반 올마이티 (2007)
- 슈퍼배드 (2007)
- 박물관이 살아있다 2 (2009)
- 거짓말의 발명 (2009)
- 드래곤 길들이기 (2010)
- 메가마인드 (2010)
- 머니볼 (2011)
- 21 점프 스트리트 (2012)
- 장고: 분노의 추적자 (2012) - 백 헤드 역
- 디스 이즈 디 엔드 (2013)
- 더 울프 오브 월 스트리트 (2013)
- 레고 무비 (2014)
- 드래곤 길들이기 2 (2014)
- 22 점프 스트리트 (2014)
- 헤일, 시저! (2016) - 조 실버맨 역
- 소시지 파티 (2016)
- 워 독 (2016) - 에프레임 디버롤리 역
- 레고 배트맨 무비 (2017)
- 돈 워리 (2018)
- 매니악 (2018; 넷플릭스 오리지널 시리즈)
- 드래곤 길들이기 3 (2019) - 스노트 역 (목소리)
- 레고 무비 2 (2019) - 그린 랜턴 역 (목소리)
- 돈 룩 업 (2021) - 제이슨 올린 역
- 스터츠 - 마음을 다스리는 마스터 (2022) - 본인 역 (넷플릭스 오리지널 다큐멘터리)
- 유 피플 (2023) - 에즈라 코언 역
- 아웃컴 (미정) - 아이라 슬리츠 역

### 제작
- 리차드 쥬얼 (2019)
- 스터츠 - 마음을 다스리는 마스터 (2022)
- 아웃컴 (미정)